# مايك وايت (لاعب كرة قاعدة)
مايك وايت (بالإنجليزية: Mike White)‏ هو لاعب كرة قاعدة أمريكي، ولد في 18 ديسمبر 1938 في ديترويت في الولايات المتحدة.

## وصلات خارجية
- مايك وايت على موقعبيزبول رفرنس.كوم (الدوري الرئيسي) (الإنجليزية)
- مايك وايت على موقعبيزبول رفرنس.كوم (الدوري الثانوي) (الإنجليزية)